# Закарпатский народный хор

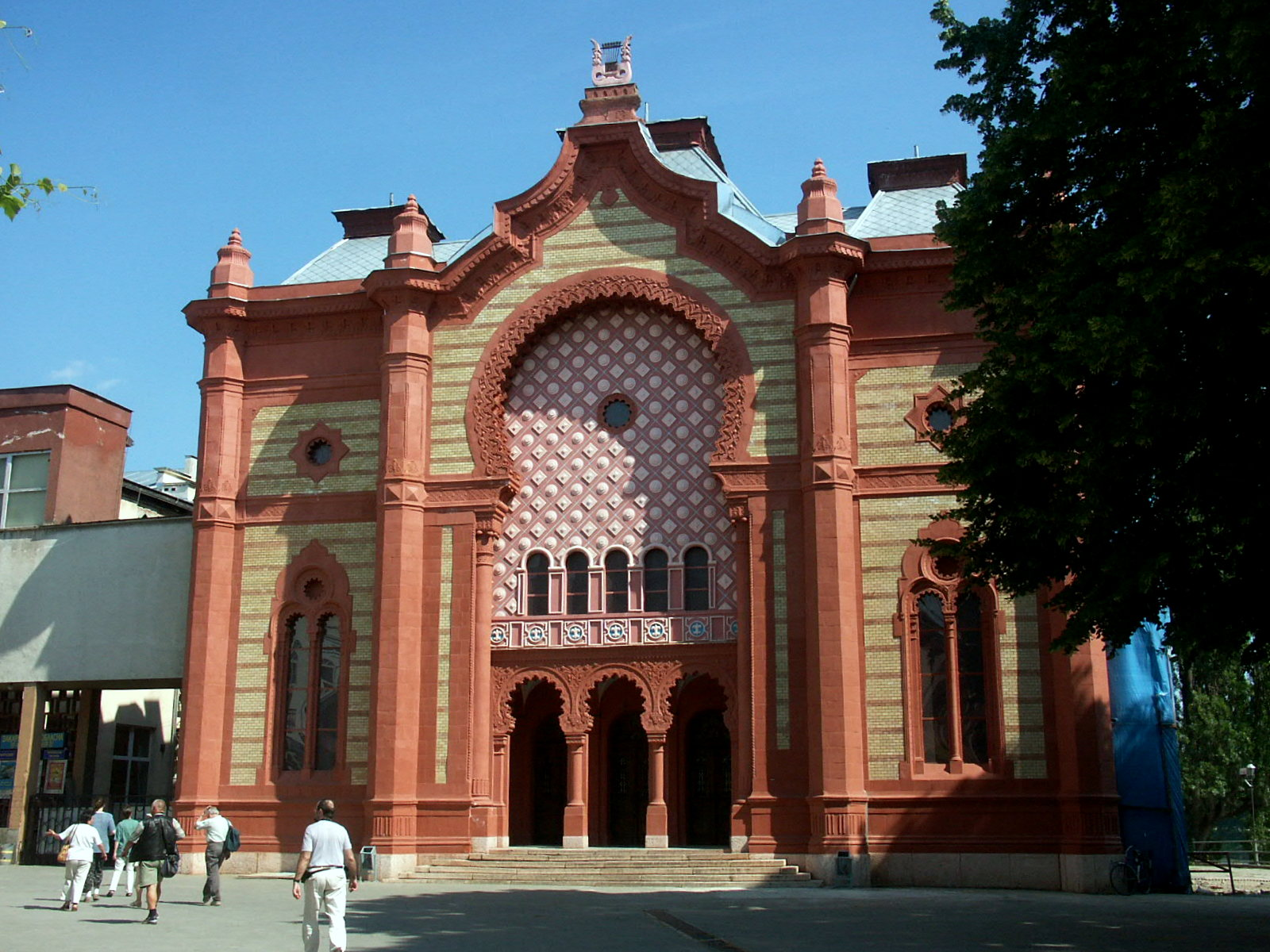
Закарпатская областная филармония, место выступления хора

Закарпа́тский наро́дный хо́р (официально: Заслуженный академический Закарпатский народный хор) — профессиональный ансамбль пения и танца, созданный 25 сентября 1945 года в Ужгороде.
Первоначальное название: «Закарпатский ансамбль песни и танца», но уже в 1947 году был зарегистрирован как «Закарпатский народный хор».
За 12 лет получил титул заслуженного, а в дальнейшем — академического ансамбля.
В настоящее время коллектив с юридическим статусом Коммунальное заведение культуры «Заслуженный академический Закарпатский народный хор» с сентября 2006 года ведёт Наталия Петровна Потапчук. Это единственный на Украине профессиональный коллектив, который пропагандирует и развивает умение народных меньшинств Закарпатского края.

## Награды
- Почётная грамота Президиума Верховного Совета РСФСР (5 июня 1969 года) — за большой вклад в развитие и укрепление взаимосвязей братских национальных культур и активное участие в проведении Декады украинской литературы и искусства в РСФСР[2].
- Почётная грамота Президиума Верховного Совета РСФСР (1979 год)[3].